# LM358

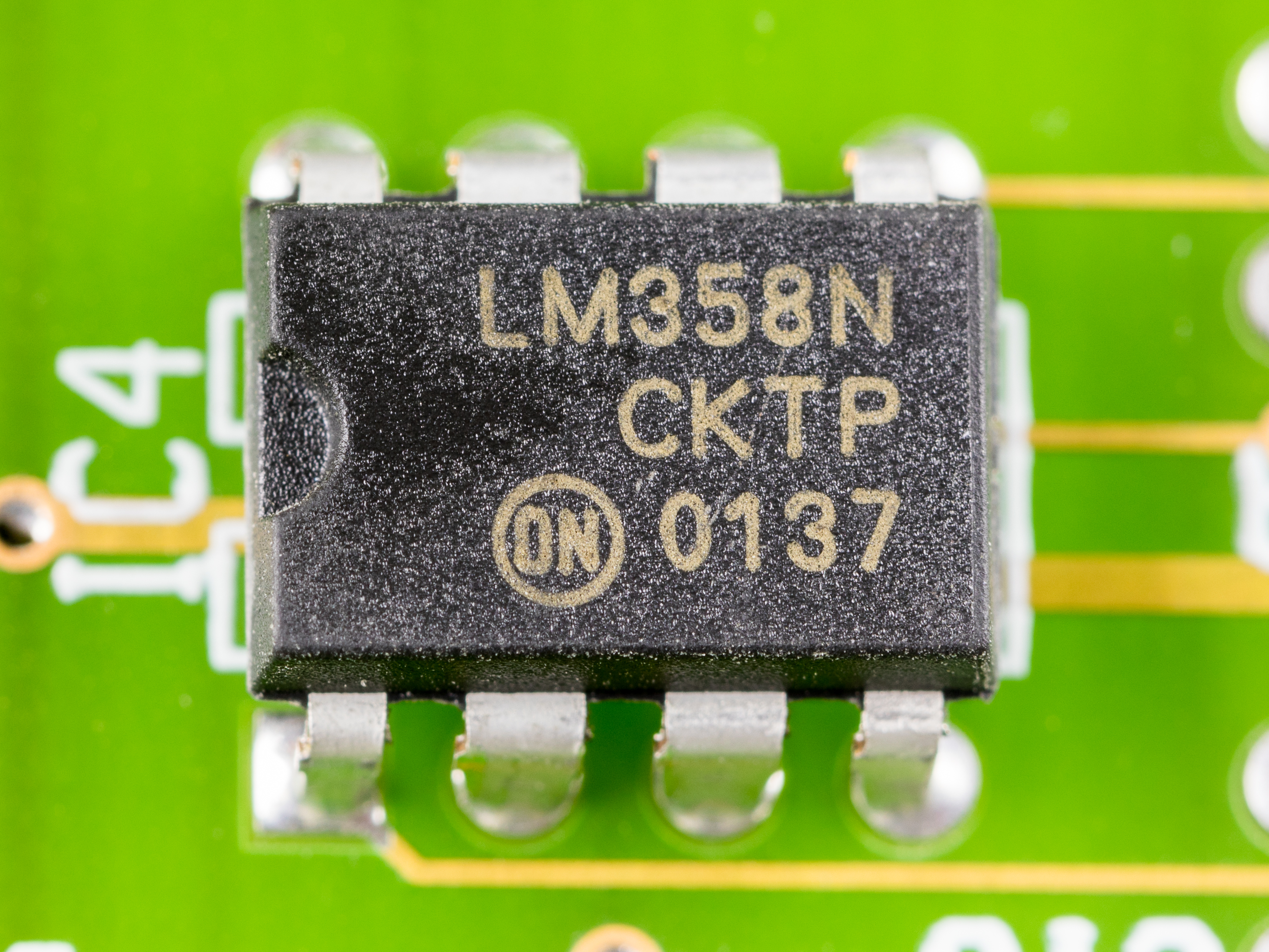
ON Semiconductor LM358N im Dual-in-line Gehäuse

Der Integrierter Schaltkreis LM358 ist ein zweifacher Operationsverstärker, welcher 1972 von National Semiconductor entwickelt wurde.
Operationsverstärker wie der LM358 können unter anderem als Komparator, Differenzverstärker, Summierverstärker, Integrierer, Hochpass und Tiefpass verwendet werden. Die Versorgungsspannung des LM358 muss mindestens 3 Volt und darf höchstens 32 Volt betragen.
Andere Typen der Typenreihe sind LM258 und LM158, die sich durch Toleranzen von Offsetspannung und Biasstrom unterscheiden. Der LMx58 bzw. LM324 (4-fach-Variante) waren damals die ersten Operationsverstärker für niedrige Betriebsspannungen und benötigten keine symmetrische Betriebsspannung; sie sind für single supply (ab 3 V) geeignet und die Eingänge sind auch in dem Fall bei 0 V (Bezugspotential, ground level) benutzbar. Auch der Ausgang erreicht fast das negative Betriebsspannungspotential. Diese Eigenschaften ermöglichen mit geringem Aufwand beispielsweise die Aufbereitung analoger Signale für die digitale Weiterverarbeitung mittels TTL-Logik oder Mikrocontrollern. 
Trotz der 50-jährigen Geschichte und der vergleichsweise schlechten Parameter (hohe Offsetspannungen im Millivoltbereich, typischer Biasstrom im zweistelligen Nanoampere-Bereich) werden Operationsverstärker der Typenreihe weiterhin hergestellt und haben sich quasi zu einem Standard entwickelt. Sie sind dementsprechend preiswert und werden auch in moderneren Gehäusen, z. B. als Ball Grid Array gefertigt. 

## Hersteller

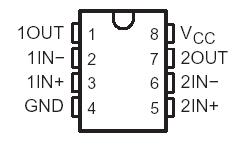
Pinbelegung des LM358

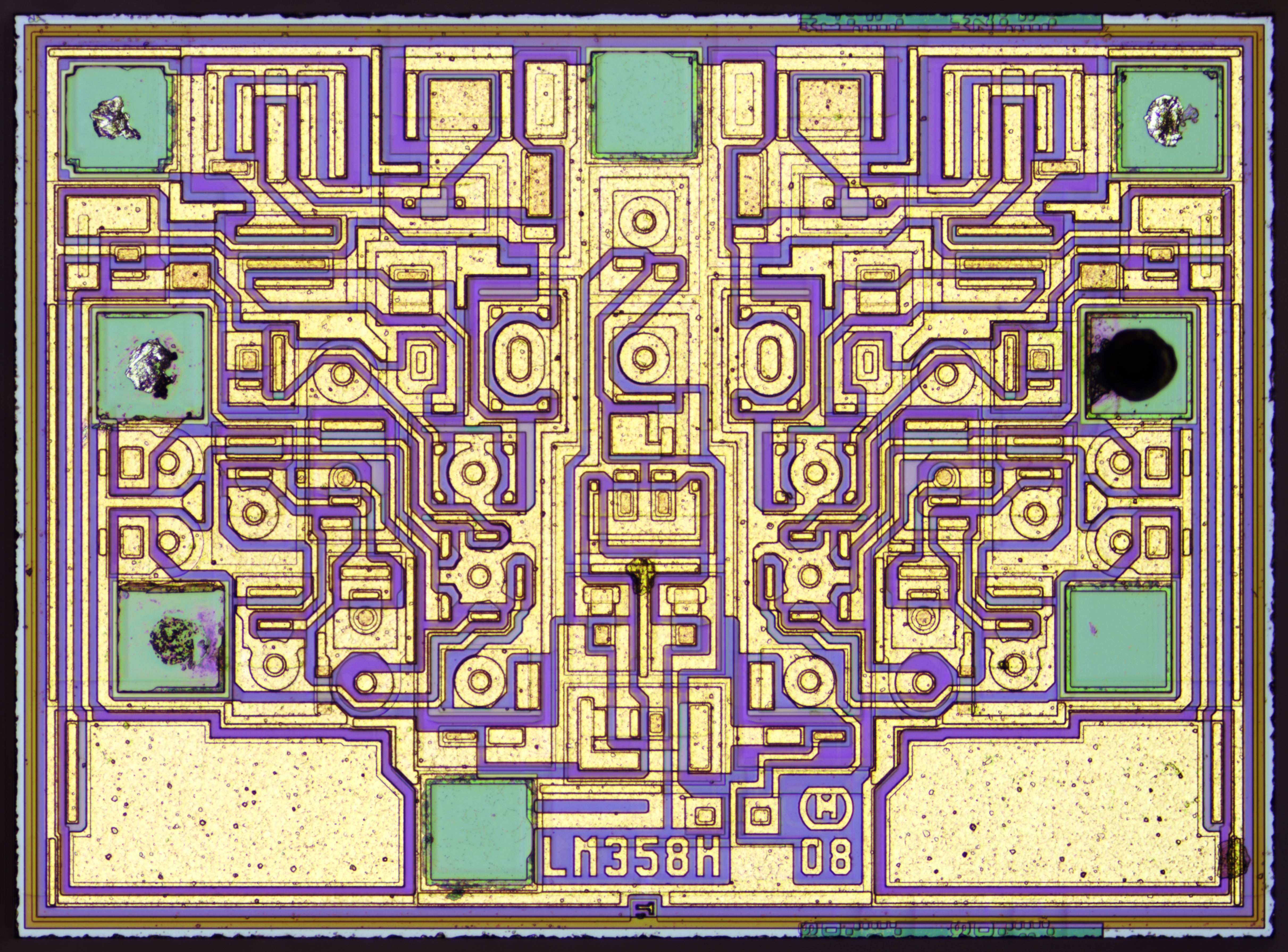
Chip eines LM358 (Größe 1,13 × 0,83 mm)

Der LM358 wird unter anderem von folgenden Unternehmen hergestellt:
- Diodes Incorporated[2]
- Fairchild Semiconductor[3]
- ON Semiconductor[4]
- Rohm[5]
- STMicroelectronics[6]
- Texas Instruments[7]